# Колфакс (Луїзіана)
Колфакс (англ. Colfax) — місто (англ. town) в США, в окрузі Ґрант штату Луїзіана. Населення — 1428 осіб (2020).

## Географія
Колфакс розташований за координатами 31°31′10″ пн. ш. 92°41′59″ зх. д. / 31.51944° пн. ш. 92.69972° зх. д. (31.519572, -92.699740).  За даними Бюро перепису населення США в 2010 році місто мало площу 3,88 км², з яких 3,86 км² — суходіл та 0,02 км² — водойми.

## Демографія
Згідно з переписом 2010 року, у місті мешкало 1558 осіб у 536 домогосподарствах у складі 348 родин. Густота населення становила 401 особа/км².  Було 645 помешкань (166/км²).
Расовий склад населення:
| - 65,5 % — чорних або афроамериканців - 32,1 % — білих - 0,3 % — корінних американців |

До двох чи більше рас належало 1,9 %. Частка іспаномовних становила 0,8 % від усіх жителів.
За віковим діапазоном населення розподілялося таким чином: 25,9 % — особи молодші 18 років, 57,5 % — особи у віці 18—64 років, 16,6 % — особи у віці 65 років та старші. Медіана віку мешканця становила 37,4 року. На 100 осіб жіночої статі у місті припадало 97,0 чоловіків;  на 100 жінок у віці від 18 років та старших — 90,4 чоловіків також старших 18 років.
Середній дохід на одне домашнє господарство  становив 35 703 долари США (медіана — 24 479), а середній дохід на одну сім'ю — 41 769 доларів (медіана — 28 000). Медіана доходів становила 39 609 доларів для чоловіків та 21 292 долари для жінок. За межею бідності перебувало 42,5 % осіб, у тому числі 54,6 % дітей у віці до 18 років та 30,1 % осіб у віці 65 років та старших.
Цивільне працевлаштоване населення становило 549 осіб. Основні галузі зайнятості: освіта, охорона здоров'я та соціальна допомога — 54,1 %, роздрібна торгівля — 9,8 %, виробництво — 7,7 %.